# Hainlaufkäfer
Der Hainlaufkäfer (Carabus nemoralis) ist ein Käfer aus der Familie der Laufkäfer (Carabidae) innerhalb der Gattung der Echten Laufkäfer (Carabus).

## Merkmale
Die Käfer werden 18 bis 22 Millimeter lang. Sie haben einen glänzend dunkel-bronzebraunen oder schwarzgrünen Körper, die Ränder der Deckflügel und des Halsschildes sind violett bis blau gefärbt. Die Deckflügel sind fein längsgerillt, manche Rippen sind durch mehrere aneinandergereihte, flache Grüben unterbrochen. Der Kopf ist grob gerunzelt.

## Vorkommen
Die Tiere kommen in ganz Europa, nördlich bis etwa an den Polarkreis vor. In Nordamerika wurden sie eingeschleppt. In Nord- und Mitteleuropa sind sie weit verbreitet und zählen zu den häufigsten Carabus-Arten. Sie leben vor allem in Wäldern, kommen aber auch auf Feldern, Wiesen, in Hecken und auch in Gärten vor. Man findet sie vom Flachland bis in Höhen von etwa 2000 Metern im Frühjahr und Herbst. Im Sommer legen sie eine Diapause ein.

## Lebensweise
Hainlaufkäfer sind tag- und nachtaktiv. Sie jagen Insekten, vor allem aber Schmetterlingsraupen, weshalb sie für die Landwirtschaft sehr nützlich sind. Zudem fressen sie Nacktschnecken, wie auch die Spanische Wegschnecke. Gelegentlich fressen sie auch Obst. Die Käfer sind Einzelgänger und häufig in altem Holz und unter Steinen anzufinden, wo sie im Sommer während ihrer Ruhepause zu finden sind. Die Larven verpuppen sich im Boden.

## Taxonomie
Innerhalb der Gattung Carabus gehört die Art zur Untergattung Archicarabus.

## Literatur

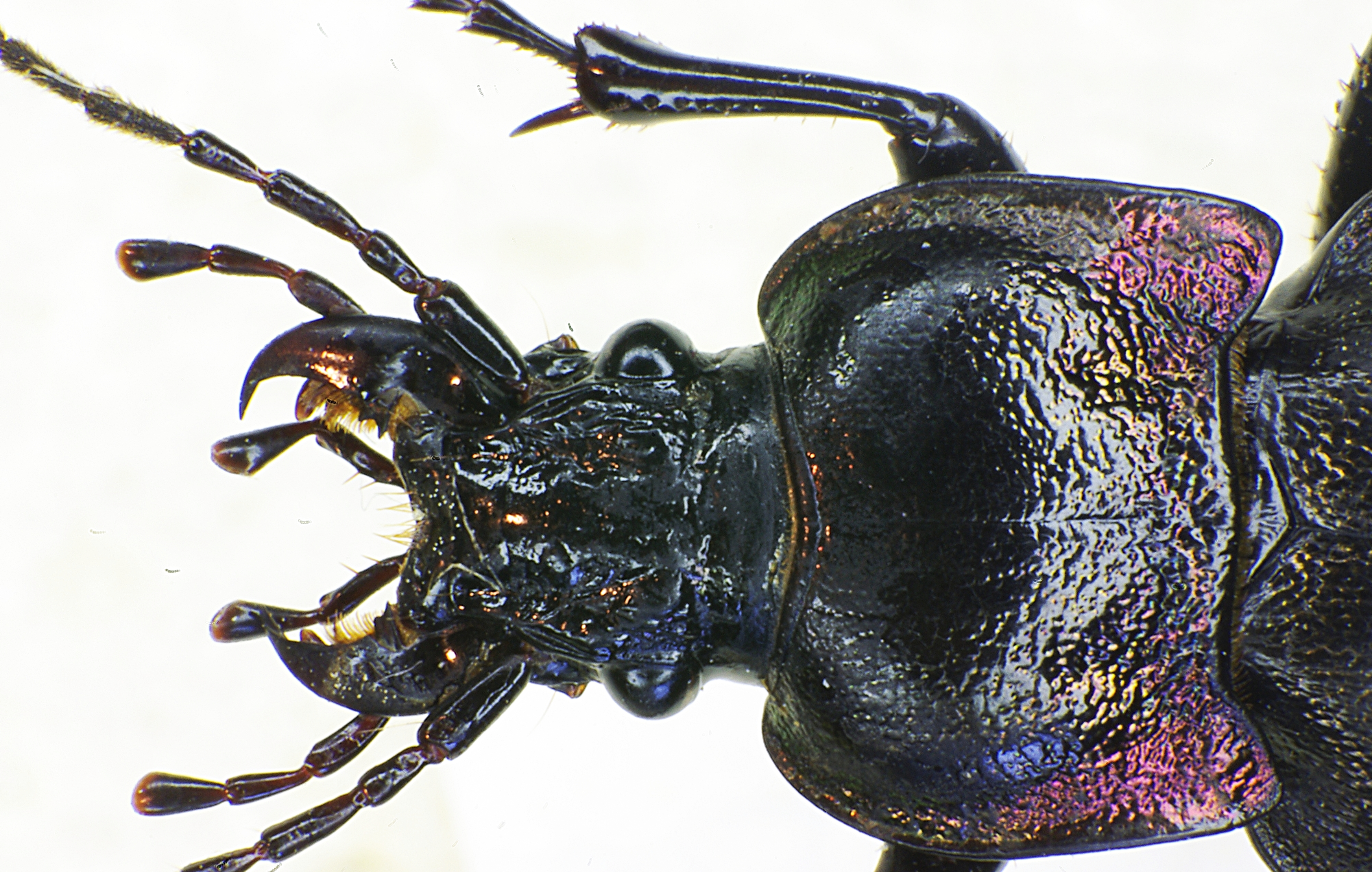
Kopf und Halsschild

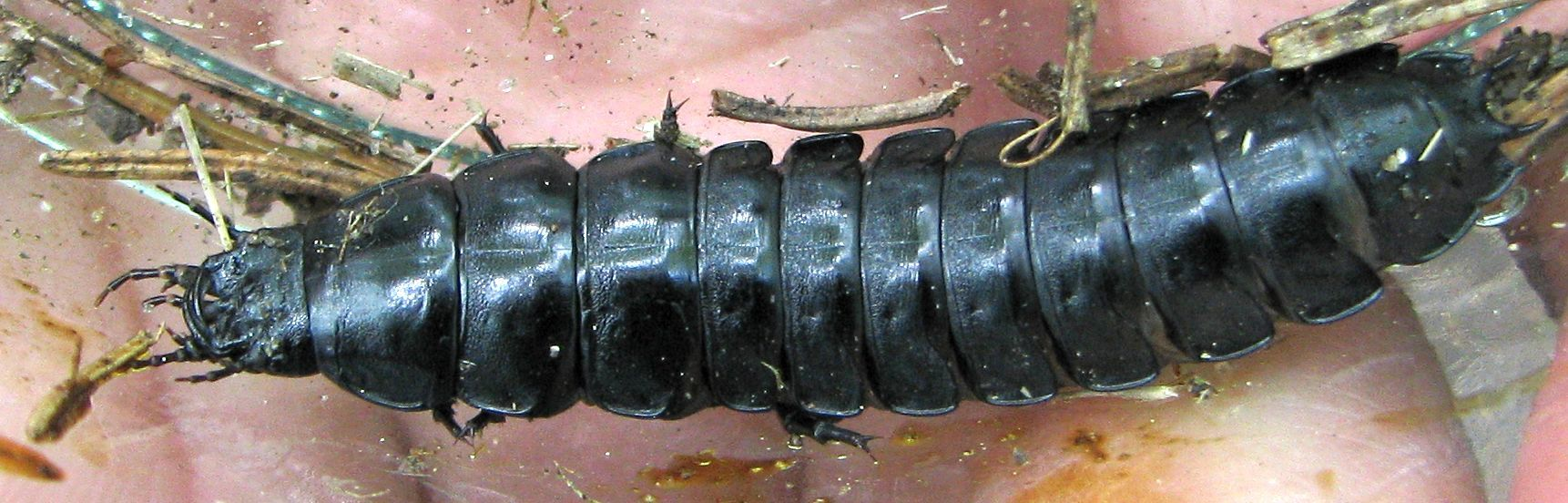
Larve